# Vil de Souto
Vil de Souto is een plaats (freguesia) in de Portugese gemeente Viseu en telt 710 inwoners (2001).